# ブリトニー・スピアーズの未発表曲一覧

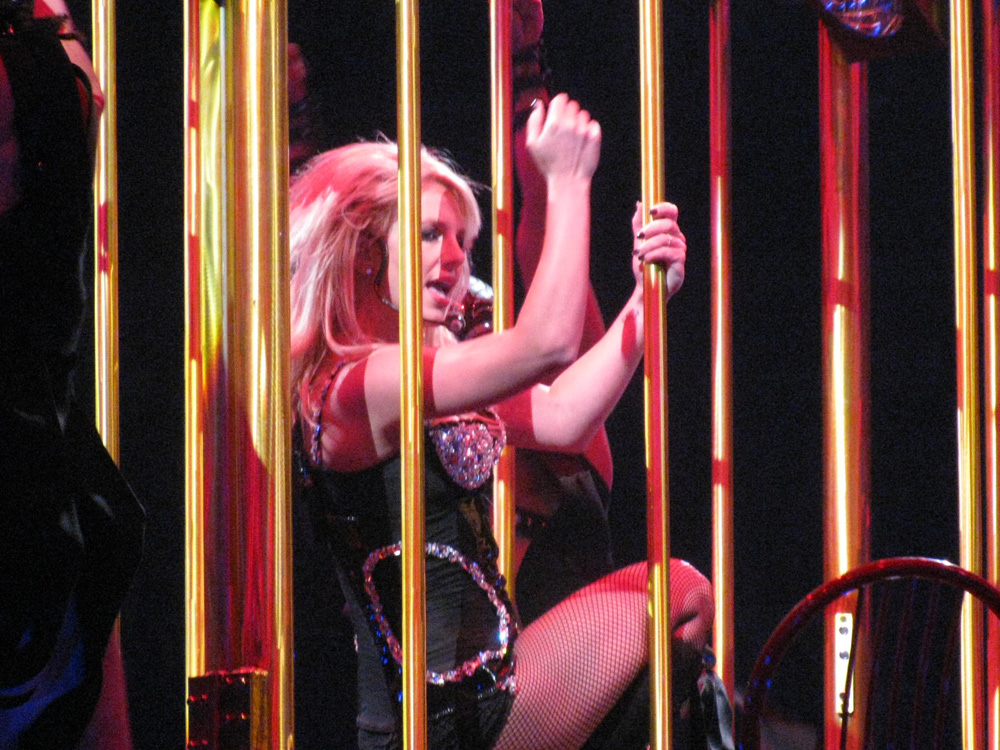
ブリトニースピアーズ、 サーカス出演：ブリトニースピアーズ

ブリトニー・スピアーズの未発表曲一覧（ブリトニー・スピアーズのみはっぴょうきょくいちらん）は、ブリトニー・スピアーズの存在が確認されている未発表曲の音源の一覧

## ベイビー・ワン・モア・タイムから
ブリトニーはデビューの準備として1997年からレコーディングしており、収録したカセットテープを様々なレーベルに送っていた。「Britney Spears Demos」と書かれたカセットテープは、2018年5月3日にサイト「Julien's Auctions」でオークションにかけられ、2018年5月19日に2,560ドルで販売された。
- I Have Nothing 3:32 (2024年2月19日にリーク、ホイットニー・ヒューストンのカバー、1997年にレコーディングされ、ジャイヴ・レコードの重役がこの曲を聴いた後、ブリトニーはジャイヴ・レコードと契約することになった[2])
- Let Me Take You There 2:58 (2018年7月9日にリーク)
- Luv the Hurt Away (Feat. フル・フォース) 5:03 リミックス版 4:46 (2006年5月7日にプロデューサーのウェブサイトに投稿された[3]、2019年にフル・フォースによってリミックス版がYouTube上でリリースされた)
- The Other Side (2024年4月26日にリーク)
- Where Are You Now 4:41 (ウップス!...アイ・ディド・イット・アゲインに収録された)
- You Got It All 3:35 (ウップス!...アイ・ディド・イット・アゲインに収録された)
- I'll Be There For You (イナ・クアッハによって録音された)
- Love Is On (シャロン・クネタによってリリースされた)

- Nothing Less Than Real ("Britney Spears Demos"のカセットテープに収録されている)
- Today (詳細不明)
- Wishing On A Falling Star ("Britney Spears Demos"のカセットテープに収録されている)

## ウップス!...アイ・ディド・イット・アゲインから
- Asking For Trouble (1999年にファンサイトで楽曲の存在が確認された[4])

### リファレンストラック
- Distracted (i5によってリリースされた)
- He Loves U Not (パム・シェインによるデモ、DREAMによってリリースされた)
- What You See Is What You Get (マイケル・コトリルとローレンス・ウニューコースキーによるデモ、プロデューサーは後にブリトニーのアルバムに収録された"What U See (Is What U Get)"という似たタイトルの曲について、自分たちの却下された曲と同じ曲だとして訴えを起こしたが、両曲が類似していることを示す十分な証拠がないとして却下された[5])

## ブリトニーから
- Never Be Me 3:01 (ブリトニー発売前の10月に未完成版がリーク、2007年に完全版がリーク。元々シングル「Overprotect」のカップリングとして収録予定だったが、ボツに。ファンの間では"She'll Never Be Me"と呼ばれているが、正式なタイトルが"Never Be Me"であることが発覚した。また、コアなファンから常に音源化が期待されているほどの人気曲でもある)
- Sinner 4:05 (2010年7月28日にリーク)
- When I Say So (feat. Wildchild) 3:12 (2010年7月28日にリーク)

- Baby Can't You See (2001年のインタビューでブリトニーが"美しいフォークバラード"と述べたことから楽曲の存在が確認された[6])
- Bring Me Home (2001年の記者会見でブリトニー本人によって楽曲の存在が確認された、ブリトニーがこのアルバムで一番好きな曲であり、オーガニック、ロックな雰囲気の曲で短いアコースティックな間奏曲と表現している[7])
- Mystic Man (ドリームツアーで披露された)
- Purple Rain (ブリトニーがこの曲のカバーを希望していることが確認された[8])
- Turn on the Night (詳細不明)
- Weakness (ドリームツアーで披露された)
- Whole Again (アトミック・キトゥンの曲をカバーする予定だったが、原曲の歌手がカバーを許可しなかったため録音までには至らなかった[9])

### リファレンストラック
- Can We Dance 2:40 (リーナ・シーハンによるデモ)
- Hey Hey, You You 断片 3:19 (カラ・ディオガルディによるデモ、プロデューサーによって確認された[10]、ソルーナによって録音された)
- If I (Let You Go) 2:38 (リーナ・シーハンによるデモ)
- Time Of Our Lives 3:30 (リーナ・シーハンによるデモ、ジャネット・ジャクソンにも楽曲提供された)
- Popstar (ロビンによるデモ、シータによってリリースされた)
- Work It (モンローズによってリリースされた)

## イン・ザ・ゾーンから
- And Then We Kiss 3:55 (2011年9月2日にリーク、"Breathe On Me"と同じセッションで録音され、"In the Zone"や"Britney & Kevin: Chaotic"のイギリス盤と日本盤のボーナストラックに収録されるはずだったが"Over to You Now"と変更された[11]、リミックス版がB・イン・ザ・ミックスに収録されている)
- Because I Like It 3:16 (2024年9月15日にリーク）
- Conscious 3:11 (2015年1月22日にリーク)
- Crazy Girls 2:57 (2024年9月15日にリーク、Crazy Girlとは、別の曲であるため注意）
- Exclusive Rap Freestyle 1:16 (ファンの間では"It Feels Nice"または"Sin City Rap"と呼ばれている)
- Guilty Kiss オリジナル版 4:05 リミックス版3:34(リミックス版が2004年9月4日にリーク、オリジナル版が2015年2月22日にリーク、ジャスティン・ティンバーレイクの"Cry Me a River"へのアンサーソング、プリンス の"KISS"をサンプリングしている[12])
- I Ain't Runnin' Away 4:31 (2024年 9月15日にリーク、Instant Dejavuと同じセッションで2003年2月8日に録音された)[13]
- Instant Dejavu(JL Mix) 3:15 (2016年8月にリーク)
- Look Who's Talking Now 3:12 (2012年1月9日にリーク、ジャスティン・ティンバーレイクの"Cry Me a River"へのアンサーソング、BoAによってリリースされた)
- Money Love Happines 3:45 ("I've Just Begun (Having My Fun)"と"Look Who's Talking Now"と同時期に録音され、後のプロジェクトのために再考された)
- Ouch 3:26 (2012年4月12日にリーク)
- Peep Show 断片 1:00 (2012年4月にリーク)
- Pleasure You (Say What) (feat. ドン・フィリップ) 3:51 (録音時期やドン・フィリップがどのようにしてボーカルを加えたのかは不明、2010年にブリトニーによるソロバージョンの存在が報告されているがリークされていない)
- Rockstar 3:50 (2011年10月6日にデモ版がリーク、2021年4月6日に完成版がリーク、リンプ・ビズキットの"Just Drop Dead"へのアンサーソング)
- Tell Me What You're Sippin' On 3:20 (アルバムDVDのボーナスCDに収録される予定だった、後にBlackoutのために"Sippin' On"として作り直された)
- Strangest Love 3:48 (2011年12月25日にリーク)
- Take Off 3:03 (2017年5月21日にリーク、ミシェル・ベルが前述のPhony Lullabyのデモから新しい歌詞を書いた。インストもアレンジされている[14])
- Tilt Ya Head Back 4:18 (元々はネリーからコラボお誘いがありレコーディングも済ませていたがブリトニーの事務所がネリーとのコラボを却下。これを受けてネリーは、コラボ相手をクリスティーナ・アギレラに変更した。ブリトニーバージョンは、ラジオ局で2016年に一部公開された。2021年6月25日にブリトニーのフルバージョンがリーク[15])
- Untitled 3:44 (2006年1月9日リーク、ファンの間では"Get It"または"Get It (I Said)"という名前で呼ばれているが、正式なタイトルが無いままリークした）
- Welcome To Me 2:31 (2011年10月6日にリーク、インストの一部はプロデューサーのプロジェクトにも使用された、ファンの間でショーン・ギャレットによる"Love"や"Tonight"と間違われることがある）
- You Can't Stop What You Can't Stop (2024年9月15日にリーク)
- Follow Me (ブリトニーが妹のジェイミー・リン・スピアーズの為に書いた曲、ブリトニーが録音したことが確認されている、ジェイミー・リン・スピアーズによってリリースされた)
- Strip (曲名がクリスティーナ・アギレラの"Stripped"と似ていたためお蔵入りとなった[16])
- Speed Seduction (エンジェル・フェイスによってリリースされた)
- Under the Pressure (ブリトニーがこの曲の半分を録音したことが確認された[17])
- When It Rains (リンプ・ビズキットによって書かれた3曲のうちの1曲)
- Bring Back Yesterday (プロデューサーによって楽曲の存在が確認された[18])
- Crazy Girl (プロデューサーによって楽曲の存在が確認された[19])
- Free (詳細不明)
- Graffiti My Soul (後にこの曲をリリースしたガールズ・アラウドのメンバーシェリル・コールは"ブリトニーが変な声で歌っているのを聴いて、すごく怖くなった"と述べた[20]、ガールズ・アラウドによってリリースされた)
- Giving It Up For Love (2004年に確認された[21])
- Hollow (詳細不明)
- I M.I.S.S You (ニコール・シャージンガーとジャネット・ジャクソンによって録音された)
- I've Seen All Good People (2002年にニューヨーク・ポストが報じた[22])
- Like I'm Fallin' (詳細不明)
- Love's Supposed 2 Be (2003年にロブ・フサリのウェブサイトにて確認された[23])
- My Love Was Always There (ドリームツアーで披露され、後にエンリケ・イグレシアスに"Maybe"としてリリースされた)
- Need You Tonight (INXSのカバー、ローリング・ストーンによって確認された)
- New Religion (プロデューサーによって確認、曲は完成せず代わりに"Don't Hang Up"が録音された[24])
- Pulse (ブラザー・アンド・シスターとオーケストラル・マヌーヴァーズ・イン・ザ・ダークによってリリースされた)
- Reminded (プロデューサーによって確認された)
- Shine (歌詞が完成しなかったため録音には至らなかった、作者はブリトニーの妹のジェイミー・リン・スピアーズについての曲だと述べている[25])
- Stay (“Music Week”2003年6月号で存在が確認された)
- Take Ya Home (feat. Pharrell) (詳細不明)
- The Fugitive (2004年5月14日にブリトニーが"The Fugitive"と書かれたCDを持っているところを撮影された[26])
- 曲名不明 (ミッシー・エリオットとのコラボ、マイク・ケーゼムやインタビューによって確認された[27][28][29])
- Watch What Ya Shakin' (feat. イン・ヤン・ツインズ) (イン・ヤン・ツインズによって確認された[30])
- Wonderland (作者によると、エレクトロニックなサウンドが特徴だという)

### リファレンストラック
- Antidote 3:39 (リサ・グリーンによるデモ)
- Burn 3:10 (サラ・ワットモアによるデモ、"Look Who's Talking Now"に書き直された)
- Certified 2:35 (キャシー・デニスによるデモ、プロデューサーによって確認され、キャシーを"最高のソングライター"と述べた[31]、ブルック・ホーガンによってリリースされた)
- Cherry Bomb 3:53 (リーナ・シーハンによるデモ)
- Commit Your Body 2:42 (歌手不明のデモ)
- Crazy Things 3:42 (ミシェル・ベルとメロディ・ブラウンによるデモ)
- Disguise My Love 3:49 (ミシェル・ベルによるデモ)
- Do Like Ya Spose 3:31 (リーナ・シーハンによるデモ)
- It's My Life (Forget the Nine to Five) 断片0:30 (2021年5月28日にMichelle Escofferyによるデモ)
- Kinda Love I Hate 3:16 (ローレン・エヴァンスによるデモ)
- Love Crime 3:34 (ジェニファー・キンバールによるデモ)
- Low 3:10 (ダニエル・ブリズボワによるデモ、当時のブリトニーの状況には合わないとして却下され、後にケリー・クラークソンによってリリースされた)
- Ms. Wannabe 3:39 (ネギン・ドジャファーリによるデモ)
- Outta Here 3:31(カレン・プールによるデモ、シャーマン・チョンに"I Don't Care"としてリリースされた[32])
- Phony Lullaby 3:24 (キャシー・デニスによるデモ、ジャスティン・ティンバーレイクの"Cry Me a River"での告発が嘘だということを主張するために書かれたが、ブリトニーにとって歌詞があまりにも明確すぎたためお蔵入りとなった[33]。アルバム制作中、"Cry Me a River"へのアンサーソングが数曲候補に挙がっていたが、最終的にブリトニーが書いた"Everytime"がアルバムへ収録されることになった。)
- Sexify 3:45 (リサ・グリーンによるデモ)
- Spin the Record 3:39 (ミシェル・ベルによるデモ、音楽グループのMelodi Brownが解散後、In the Zoneのセッションで検討された他の曲とともにデモを録音した[34])
- Supersensual 3:22 (リサ・グリーンによるデモ、ナタリー・バッシングスウェイトによってリリースされた)
- Sweet Dreams My LA Ex 3:28 (キャシー・デニスによるデモ、ジャスティン・ティンバーレイクの"Cry Me a River"へのアンサーソング、レイチェル・スティーヴンスによってリリースされた)
- Topbillin' Love 3:42 (カレン・プールによるデモ、前述のPhony Lullabyがお蔵入りとなったため、カレン・プールがこのデモに新しい歌詞を入れることにした。インストも若干変更されているが、この曲もブリトニーに却下された。その後この曲はブルック・ヴァレンタインの"Blah Blah Blah"のベースとなり、BoAにも提供された、数年後に少女時代によって"Chocolate Love"としてリリースされた[35])
- What's Next 3:11 (ビリー・ローレンスによるデモ)
- Boombox (ダニエル・ブリズボワによるデモ、カイリー・ミノーグとポーラ・アブドゥルによって録音され、ローニー・ダナイによって"בוא כבר"としてリリースされた)
- I’m Gonna Make You Feel Good 断片0:30 (アマンダ・ウィルソンによるデモ、タルカンによってリリースされた)
- Let Go (ヴァネッサ・ハジェンズによってリリースされた)
- Lipstick (リサ・グリーンによるデモ、アレハンドラ・グスマンによってリリースされた)
- Here I Come (パティ・マロニーによるデモ、ジェニファー・セラによってリリースされた)
- Just The Way I Am (エンジェル・フェイスによってリリースされた)
- Pop Culture Whore (RedZoneによるデモ、ブリトニーが"最悪"と言い却下した[36])
- Straight To You (ツウィンズによってリリースされた)
- Three Small Words (ウィザード・オブ・オズによるデモ、エンジェル・フェイスによってリリースされた)
- Wild Guess (ジャネット・オルソンによるデモ、エンジェル・フェイスによってリリースされた)
- You Release Me (ニーナ・オソフによるデモ、エンジェル・フェイスによってリリースされた)

## ブラックアウトから
なおブラックアウトの前身の没アルバムのセッションも含める。
- 911 3:34 (2011年10月6日にリーク)
- Dramatic 3:12 (2010年4月16日にリーク、後にハイディ・モンタグによって録音された)
- Hooked On (Feat. ファレル・ウィリアムス) 3:47 (2007年10月5日にデモ版 がリーク、2021年4月6日に完成版がリーク、ファンの間では"Sugarfall"とも呼ばれている)
- I've Been Loving You Too Long  2:16 (オーティス・レディングのカバー、2019年4月9日にリーク)
- Just Let Me Go 3:15 (2011年12月2日にリーク、マドンナの"La Isla Bonita"をサンプリングしている、ファンの間では"Love 2 Love U"とも呼ばれている、インストは後にチーター・ガールズによって使用された)
- Kiss Me All Over (feat. Maurice & Sean Garret) 3:12 ソロバージョン 3:12(2007年9月7日にリーク)
- Little Me 断片 0:59 (2006年4月9日にこの曲をBGMにリハーサルをしている動画が"For My Sister..."というタイトルとともにブリトニーのウェブサイトに投稿された[37]、ファンの間では"Just Yesterday"とも呼ばれている)
- Mad Love 3:55 (2010年6月25日にリーク、インストは2004年に製作され、2006年にブラックアウトの初期のセッションで録音された、実際の曲はサーカスに提出されたが却下された、ラファイエット・アフロ・ロック・バンドの"Darkest Light"をサンプリングしている[38])
- Pull Out 2:52 (2007年10月5日にデモ版リーク、2021年4月6日に完成版がリーク)
- Rebellion 断片 0:58 断片2 0:12 (2006年10月に公式サイトから1分ほどの断片を投稿された)
- Red Hot Lipstick (Feat. Noterock) 3:30 (2018年3月14日にリーク)
- Remembrance of Who Am I (feat. Ace of Base) 3:27 ソロバージョン 3:16 (2008年1月24日にリーク、サビ部分にエイス・オブ・ベイスの"All That She Wants"をサンプリングしており[39]、メンバーのウルフ・エクバーグは"彼らはそれをリリースしたがっていたけど、彼女にとって難しい時期だった。デンマークだけだったが、結局完成することなく、アルバムに入らなかった。サビはそのまま歌ってヴァースは取り除き、彼女の母親についての新しいパートを書いた。とても強力だった"と述べた[40]、ブリトニーが2006年に書いた詩の一部を歌詞に使用している[41])
- Secret 断片 1:22 (2012年1月1日にリーク)
- State of Grace 4:00 (2007年10月5日にリーク、クリストフ・ウィレムによってリリースされた)
- Sippin’ On (Feat. AC) 4:16 ("Tell Me What You're Sippin' On"の別バージョン、ラッパーのACによるボーカルが追加されている)
- To Love Let Go 3:24 (デモ版とMyspace上で公開された別ミックスの2バージョンが存在している)
- Trouble (エルヴィス・プレスリーのカバー、2007年のVMAでイントロとして披露された)
- Untitled Lullaby 3:00 (2007年8月24日にリーク、ファンの間では"Baby Boy"とも呼ばれている)
- Boyfriend (2007年に"Cold as Fire"、"One of a Kind"と一緒に録音された[42]、アジア・クルーズに提供された)
- Crucify Me ("Crucified"とも呼ばれ、電子ギターを使ったダークな曲だと評される[43])
- All The Way (2007年の初めに確認された)
- Beautiful Night (歌手のビリー・クローフォードは、"ブリトニーはこの曲を気に入っていて、次のアルバムで使うと約束した"と述べた[44])
- Catch Me If U Can (プロデューサーや曲の長さが同じことから"Perfect Lover"である可能性あると言われている)
- Flown Away (アルバムで最も実験的な曲で、アップテンポで終わるエレクトロニック・バラード[45])
- Grow (ブリトニーが彼女の子供について歌ったエレクトロニック・バラード[46]、プロデューサーは"とても優しい曲であり、彼女は信じられないほどハードなR&Bを歌ったのでこのアルバムではうまくいかなかったのだろう"と述べた[47])
- Love (ショーン・ギャレットによってプロデュースされた)
- Love (In The Bahamas) (生楽器を使ったラテン風のキャッチーなメロディで、ブリトニーは夏の恋について歌っている[48])
- Motherlove (2007年にケリー・ヒルソンのウェブサイトにて確認された)
- My Big Secret (他のアルバムのために録音された可能性もある[49]、ジャネット・ジャクソンによって録音された)
- One of a Kind (詳細不明)
- Pull In (ネイト・ヒルズによるビートとラップパートが入ったアップテンポな曲[50])
- Red Carpet (詳細不明)
- Sacred (2006年に書かれ、当時のブリトニーは自身のクリーンなイメージから脱却しようとしていたが、歌詞に激しい言葉を盛り込むことに固執し棚上げになった、この曲のプロデューサーは"ブリトニーは曲の中で"Fuck"と言った。彼女は自身のクリーンな部分に反抗しようとしていたんだと思う。やめるよう言うべきだったが、彼女のやりたいようにさせた"と述べた[51])
- See My Side (ブリトニーがレコーディングブースで感情的になり歌い終えることができなかったためお蔵入りになった[52]、ジョーダン・スパークスによってリリースされた)
- Somewhere (詳細不明)
- Swagger (アジア・クルーズに提供された)
- The Face (BlackoutのデモCDに収録されている)
- Warning (サンドラ・ノードストロムによるデモ、ツインズによってリリースされた)
- Who Can She Trust? (プロデューサー曰く、ブリトニーが自分で書いた内省的な楽曲とだという、カメラのシャッター音に合わせたヒップホップ・ビートで、"Where am I? / Where will I find my face? / Where will I find my faith? "と歌っている[53])

### リファレンストラック
- Afterglow 3:55 (2008年1月4日にリサ・グリーンによるデモ、歌詞が際どすぎるという理由でブリトニー本人がレコーディングを拒否した)
- Baby in the Shotgun 断片 0:43 (2022年3月17日にニコル・モリアーによるデモが本人によってTikTokに投稿された[54])
- Battle of the Sexxxes 3:48 (ジャスティン・ティンバーレイクによるデモ、2004年に制作されたとの説もあり、どのアルバムへのデモかは正確にはわかっていない。冒頭でジャスティンが「Britney」と言っているのが聞こえる[55])
- Beautiful Lies 3:00 (キム・ロスによるデモ)
- Better In Time 1:55 (ブリトニーの元マネージャーであるサム・ルトフィーによって投稿された画像に"Better In Time"と書かれたCD写っている、ブリトニーが録音したかどうかは不明、レオナ・ルイスによってリリースされた)
- Brave 4:36 (キャンディス・ネルソンによるデモ、ジェニファー・ロペスによってリリースされた)
- Britney’s Gonna Snap 0:41 (歌手不明のデモ)
- Brit Song 1 Mix 2 5:10 (クリストファー・ノーツによって作成されたインスト、この曲と一緒に計7曲のデモがリークされ、これらはRebellionと同時期に製作された[56])
- Click 3:36 (Mia Jによるデモ、Kyrahによってリリースされた)
- Confessional 断片0:30 (ジェイミー・ハートマンによるデモ、ブライアン・ライスよってリリースされた)
- Cowboy 3:41 (ライターによるデモ、当時は"Untitled Track 2"という曲名でリークされた)
- Diary Of ... 2:56 (2017年5月22日にミシェル・ベル本人がYouTubeにデモを投稿した、ブリトニーとの最後の共同作業)
- Good Girl Gone Bad 3:31 (ニーヨによるデモ、リアーナによってリリースされた)
- Happily Never After 5:03 (ニーヨによるデモ、バックストリート・ボーイズとニコール・シャージンガーによって録音され、最終的にプッシーキャット・ドールズによってリリースされた)
- Hips N Lips 3:16 (ジャネット・オルソンによるデモ、当時は"Untitled Track 1"という曲名でリークされた、ジョアナ・パシッティによってリリースされた)
- I Don't Remember 2:03 (ニーヨによるデモ、シアラによってリリースされた)
- Impossible 3:41 (ニーヨによるデモ、ティファニー・エヴァンスによってリリースされた[57])
- Like a Drug 3:15 (エンジェリーナ・アンドリーナによるデモ、カイリー・ミノーグによってリリースされた)
- Night Life 3:41 (リル・エディによるデモ、An-Ya Mayによってリリースされた)
- Nothing More (For You) 3:46 (ネギン・ドジャファーリによるデモ)
- Nu-Di-Ty 断片 0:30 (カレン・プールによるデモ、一部の情報筋ではブリトニーが録音したとされているが、カレン・プールがこれを否定しているため真偽は不明、カイリー・ミノーグによってリリースされた)
- Paparazzi 2:56 (シャシティ・ヌワグバラによるデモ)
- Question Existing 4:10 (ニーヨによるデモ、リアーナによってリリースされた)
- Satisfied 3:14 (カレンナ・ハーパーによるデモ)
- Tonight 2:37 (ショーン・ギャレットによるデモ)
- Trash Me 3:02 (ジェシー・マラカウティによるデモ、2008年にジェシー自身によってリリースされ、この曲をもとに"If U Seek Amy"が制作された[58])
- Turn Ya Head 3:37 (キャシー・デニスによるデモ、ハイディ・モンタグによってリリースされた)
- Umbrella 4:24 (ザ・ドリームによるデモ、ブリトニー側から何の反応も無かったため、リアーナによってリリースされた[59])
- 名前不明 (ショーン・ギャレットによるデモ)
- Untitled 断片0:21 (2021年2月20日にプロデューサーのダンジャによってInstagramのライブからリークされた。)
- Untitled Track 04 5:11 (クリストファー・ノーツによって作成されたインスト)
- Untitled Track 07 1:24 (クリストファー・ノーツによって作成されたインスト、トレイ・ロレンツの"My Everything"に使用された)
- Untitled Track 09 3:02 (クリストファー・ノーツによって作成されたインスト)
- Warning 3:10 (ショーン・ギャレットによるデモ、"Kiss Me All Over"、"Pull Out"、"Love"と一緒に録音された)
- When I Grow Up 3:57 (ロック・シティによるデモ、プッシーキャット・ドールズによってリリースされた)
- Who's Crazy 3:09 (歌手不明のデモ、"Who's Crazy (Brittney Idea)"というタイトルで流出、冒頭でB-R-I-T-T-N-E-Yと言っているのが聞こえる)
- Blackout (テイラー・モンセンによるデモ、共同作曲者のキャシー・デニスが2003年から2008年の間にブリトニーのために売り込んだ、ハイディ・モンタグによってリリースされた)
- Down (ネギン・ドジャファーリによるデモ、カイリー・ミノーグによって録音され、ジミ・ブルーによってリリースされた)
- Fanatic (キャシー・デニスによるデモ、ハイディ・モンタグによってリリースされた)
- Flaws And All (ニーヨによるデモ、ニーヨはブリトニーのために8つの曲を送ったが彼女がスタジオに現れなかったためリリースされることはなかった[60]、ビヨンセによってリリースされた)
- Gotta Work (エイメリーによるデモ、却下された後2007年に彼女自身によってリリースされた)
- Hollywood (ニーヨによるデモ、ビヨンセによってリリースされた)
- Look How I'm Doin' (キャシー・デニスによるデモ、ハイディ・モンタグによってリリースされた)
- Push Up On Me (マケバ・リディックによるデモ、リアーナによってリリースされた)
- Rebound (モンローズによってリリースされた)
- Shame (モンローズによってリリースされた)
- State Of Insane (ジョー・デ・ラ・ロサによってリリースされた)
- Stung (アンドレア・アンダーソンによるデモ、プロデューサーによって確認された[61])
- Shy Boy (ジョーダン・スパークスによってリリースされた)
- Tall Boy (Twitterで確認された[62]、ハー・マー・スーパースターによってリリースされた)
- Young And In Love (キャシー・デニスによるデモ、ジョーダン・スパークスによってリリースされた)

## サーカスから
なお没になったブラックアウトのデラックス版のセッションも含む。
- Abroad 3:56 (2011年10月6日にリーク)
- Dangerous 3:06 (ももいろクローバーZに''Rock The Boat''としてリリースされた)
- Everyday 3:36 (2011年10月6日にリーク)
- Telephone ソロ版 3:26  レディー・ガガとのコラボバージョン 4:14 (ソロデモ版が2010年5月2日にリーク、レディー・ガガとのコラボバージョン2015年1月6日にリーク。2010年に最もダウンロードされた違法ファイルに輝いた。[63])
- This Kiss 3:16 (2012年4月29日にリーク)
- Entertainment (作曲家によってブリトニーがこの曲を録音したことが確認された[64])
- Follow My Fingers (スカイ・フェレイラにも楽曲提供された)
- I'm Scared (2009年の"ザ・サーカス・スターリング・ブリトニー・スピアーズ"のオープニングにて演奏されたカバー曲)
- Take the Bait (ブリトニーによってヴァースのみ録音された)
- The Show (ブリトニーによって録音されたことがプロデューサーによって確認され[65]、2023年7月3日にタヤ・マークイズによるデモがブリトニーバージョンと間違えられて流出した[66])
- Untitled (ザ・ネプチューンズのウェブサイトで確認された[67])
- Whiplash (セレーナ・ゴメスによってリリースされた)

### リファレンストラック
- Access 3:25 (フランキー・ストームによるデモ)
- Alter Ego 3:32 (アンドレ・メリットによるデモ)
- Angel 3:39 (クリス・アイボリーによるデモ)
- Better Than Love 3:04 (マケバ・リディックによるデモ)
- Big Spender 3:40 (カレンナ・ハーパーによるデモ、後にガーリシャスによって録音され、エイドリアン・ベイロンによってリリースされた)
- Bitch Switch 4:13 (リル・エディによるデモ)
- Break 3:15 (タヌによるデモ、プロデューサーのTikTok上で確認された[68])
- Broken Record 3:22 (ボニー・マッキーによるデモ)
- Carousel 2:46 (ショーン・デスマンによるデモ)
- Catch A Boy 3:39 (ニケシア・ブリスコーによるデモ)
- Climb 2:32 (フラナによるデモ)
- Coming Down With Something 3:37 (アレクサンドラ・ロドリゲスによるデモ)
- Contagious 3:53 (K.ヤングによるデモ[69]、レイトン・ミースターによって録音された)
- Criminal 3:09 (タヌによるデモ、プロデューサーのTikTok上で確認された[70])
- Dance My Life Away 2:31 (クリス・アイボリーによるデモ)
- Double Trouble 3:15 (エリザ・ローレスによるデモ)
- Down Boy 3:33 (タイヨン・マックによるデモ、ノー・エンジェルスによってリリースされた)
- Electromagnetic 2:57 (トラビス・ガーランドによるデモ)
- Fire Drill 3:07 (リリカ・アンダーソンによるデモ)
- Flavor of Love 3:12 (ラヴォーンによるデモ)
- Flame Thrower 3:17 (アンドレ・メリットとクリス・ブラウンによるデモ)
- Follow 2:58 (2014年2月23日にプロデューサーのダンジャ本人がYouTubeにブリトニー・ビーリアルによるデモを投稿した[71])
- Escape 3:13 (ジェームズ・フォントルロイとアンドレ・メリットによるデモ)
- Fallin 3:24 (ステイシー・バスによるデモ、シアラによって録音された)
- Geisha Girl 3:50 (ラヴォーンによるデモ)
- Go Go 3:42 (カルメン・エステベスによるデモ、PS Love Charlieによって録音された)
- Golden Girl 4:34 (アンドレ・メリットとクリス・ブラウンによるデモ)
- Good Man 3:18 (ショーン・デスマンによるデモ)
- Hair 3:28 (シャシティ・ヌワグバラによるデモ)
- Handy Man 3:15 (フラナによるデモ)
- Hot 2:30 (ショーン・デスマンによるデモ)
- I Ain’t Crazy 3:00 (アンドレ・メリットによるデモ)
- Idiot 3:34 (ジェームズ・フォントルロイとカラ・ディオガルディによるデモ)
- Inside Job 3:14 (フランキー・ストームによるデモ)
- Kidnap My Eroticism 3:03 (カレンナ・ハーパーによるデモ、オフェリー・ウィンターによってリリースされた)
- Last Laugh 3:16 (ブラシによるデモ)
- Leggo My Eggo 4:29 (シャシティ・ヌワグバラによるデモ)
- Light My Fire 3:38 (ラヴォーンによるデモ)
- Love Suicide 3:50 (ディ・バーラスによるデモ)
- Miss American Dreamer 3:21 (リラ・スカイによるデモ、中森明菜によってリリースされた)
- Monster 3:05 (クリス・アイボリーによるデモ、長い間ブリトニーへのデモだと噂されており、2022年3月10日にクリス本人によって確認された[72])
- Mr. & Mrs. I Don’t Give A Fuck 3:25 (クリス・アイボリーによるデモ[73])
- Mr. Ordinary 3:44 (コリン・ディアナによるデモ)
- Mystery Love 4:05 (デイビッド・キニョネスによるデモ)
- Mystical Lover 3:16 (コリン・ディアナによるデモ)
- One Hit 2:45 (ティナ・パロルによるデモ、ライターによって確認された[74])
- Painted Windows 3:28 (カレンナ・ハーパーによるデモ、プッシーキャット・ドールズによってリリースされた)
- Paparazzi 3:12 (オシナチによるデモ)
- Performance 3:19 (フランキー・ストームによるデモ、Entertainmentと一緒にサーカス用に送られた[75])
- Pick Up The Phone 3:35 (コリン・ディアナによるデモ)
- Play Pen 3:17 (タイヨン・マックによるデモ)
- Pocket Rocket 3:36 (アンドレ・メリットとロブ・アレンによるデモ)
- Problem With Love 3:33 (ラヴォーンによるデモ、リアーナやその他多くのアーティストにも楽曲提供され、サタデーズによってリリースされた)
- Pucker Up 3:54 (カレンナ・ハーパーによるデモ、デモのイントロでダークチャイルドが"New Brit"と言っているのが聞こえる。シアラによってリリースされた)
- Put Me In A Trance 4:00 (ナイ・オールダイによるデモ)
- Pyro Maniac 2:43 (フラナによるデモ)
- Royalty 3:23 (エッタ・ボンドによるデモ)
- Pretender 3:34 (フラナによるデモ)
- Psycho 3:20 (フラナによるデモ[76])
- Scorpio Girl 断片 1:15 (メータル・ディー・ラゾンによるデモ、ブリトニーの元ボディガード兼カメラマンによってプロデュースされ、後にプロデューサーの友人であるキティー・ブラックネルによって録音された)
- Semi Automatic 3:12 (ローレン・エヴァンスによるデモ、ブリトニーへ意図して書かれた曲ではないがサーカスのセッションに売り込まれた[77])
- Shake My 3:42 (カレンナ・ハーパーによるデモ、スリー・6・マフィアによってリリースされた)
- Single 2:58 (ショーン・デスマンによるデモ)
- Stuck On Repeat 3:14 (エル・ヴィーによるデモ、ヴァネッサ・カマルゴによってリリースされた)
- Super Girl 3:44 (リコ・ラブによるデモ、インストはプッシーキャット・ドールズの"Top Of The World"に使用された)
- Superlover 3:49 (ナイ・オールダイによるデモ、レディー・ガガが歌っているという噂が出回っているが、彼女はこの曲に一切関与していない、スターシェルに"Superluva"としてリリースされた)
- Take A Picture 2:47 (カレンナ・ハーパーによるデモ)
- The Cure 4:00 (ステイシー・バスによるデモ)
- The Heat 3:46 (フラナによるデモ)
- The Return 3:13 (ショーン・デスマンによるデモ)
- Truth Or Dare 4:03 (ラヴォーンによるデモ、プッシーキャット・ドールズにも楽曲提供され、曲の冒頭で"Pussycat"と言っているライターの声が聞こえる)
- Turn Me Up 4:06 (フランキー・ストームによるデモ、クリスティーナ・ミリアンによって録音された)
- Tough Luck 3:45 (クリスタル・オリバーによるデモ)
- Under Arrest 3:24 (ドーン・リチャードによるデモ)
- Undercover Lover 3:45 (ショーン・デスマンによるデモ)
- Velvet Lipstick 3:12 (アンドレ・メリットとクリス・ブラウンによるデモ)
- Venom 3:13 (歌手不明のデモ)
- You Couldn't See It 3:50 (ケリー・クロスリーによるデモ[78][79])
- Body Shots (プロデューサーによって確認された[80]、ケイシー・バタグリアによってリリースされた)
- Compete (カシア・リビングストンによるデモ)
- Crazy Possesive (ケイシー・バタグリアによってリリースされた)
- Created A Monster (フランキー・ストームによるデモ)
- Download Me (マイアー・マリーによるデモ、アルバムのためにレコーディングされる予定だったが、ブリトニーが直前になってこれをキャンセルした、アリーシャ・ディクソンによってリリースされた)
- Emotion Sickness (フランキー・ストームによるデモ)
- Friction (タヤ・マークイズによるデモ、ガーリシャスによって録音された)
- I'm Sorry (D.A. ワラックによるデモ、D.A. ワラックによってリリースされた)
- Kill The DJ (リル・エディによるデモ、インダストリーによって録音された)
- Murder (アン・ジューディス・ウィックによるデモ、ヴァネッサ・カマルゴによってリリースされた)
- Partyaholic (ケイシー・バタグリアによってリリースされた)
- Spank Me (エスター・ディーンによるデモ)
- Step Aside (エスクェーレッドによるデモ、モンローズによってリリースされた)
- Tool (プロデューサーによって確認された[81]、ケイシー・バタグリアによってリリースされた)
- Undress To The Beat (マーシャ・リンドによるデモ、ジャネット・ビーデルマンによってリリースされた)
- You Don’t Know Me (ベン・フォールズによるデモ、当初はベンとブリトニーのデュエットとなる予定だったが、歌手をレジーナ・スペクターに変更してリリースされた)

## コンプリート・ヒット・シングルズから
- It’s All in the Game (トミー・エドワーズのカバー、HMVのウェブサイトの日本盤トラックリストにタイトルが記載されていたが理由は不明[82])
- Dirty Girl (プロデューサーのラス・キャステラの公式サイトにてインストが公開され、ブリトニーによって録音されたことも確認された)
- King of my Castle (Feat. ルーカス・セコン) 3:06 ソロバージョン 3:06 (2021年6月26日にリーク、女性歌手とのフィーチャリング楽曲として収録する予定だった[83]、シェイン・ワードとジェイパールによって"Must Be a Reason Why"としてリリースされた)

### リファレンストラック
- S.O.S. (Let The Music Play) 3:26 (キーリー・ホークスによるデモ、ジョーダン・スパークスによってリリースされた)

## ファム・ファタールから
ブリトニーはこのアルバムのために少なくとも50曲を録音した
なおファム・ファタールの前身の没アルバムのセッションも含める。
- Burning Up 3:20 (2014年3月26日にリーク、マドンナのカバー、ツアーのみ披露されていた)
- Unbroken (feat. Lindy Robbins) 3:41 (2014年2月16日にリーク)
- Glow In The Dark (Carishmaによってリリースされた)
- Licky (Under The Covers) (ションテルによってリリースされた)
- Outta My Head (作曲家のマイケル・ウォーレンによってブリトニーがこの曲を録音したことが確認された)
- Second Chances (プロデューサーによって確認された)

### リファレンストラック
- Aftershock 3:24 (ヘザー・ブライトによるデモ)
- After Tonight 4:27 (ケリー・シーハンによるデモ、ケリー本人によって確認された[85])
- All Over Your Heart 3:35 (ケリー・シーハンによるデモ)
- All That’s Left 3:43 (エル・ヴィーによるデモ)
- Anonymous 2:55 (リンディ・ロビンスによるデモ)
- Bad Girl バージョン1 3:37 バージョン2 3:32 (モニカ・ラッシュによるデモ、リル・ウェインとのコラボとなる予定だった)
- Battle Royale 3:44 (ボニー・マッキーによるデモ)
- Bedroom In Space 3:37 (ジャッキー・ボーイズによるデモ)
- Being Britney 2:00 (ジェシー・Jによるデモ、彼女は"ブリトニーのために楽曲を制作する機会が持てたのは信じられない"と述べた[86]、インストは後に別の楽曲に使用され次作のアルバムに売り込まれた)
- Berzerk 3:37 (クリスティン・デビルによるデモ)
- Blink 3:48 (シャナー・クルックスによるデモ、U. V. U. Kによってリリースされた)
- Blue Sky 3:12 (ML パールマンによるデモ)
- Body Bag 3:31(テンナ・トーレスによるデモ)
- Body High 3:47 (ショーナ・ジェラルドによるデモ、サラ・ロジャースに楽曲提供された)
- Boys Buy Drinks 断片 0:35 (テンナ・トーレスによるデモ)
- Break The Bank 3:46 (ジャッキー・ボーイズによるデモ)
- Break Up Text 3:20 (エリック・ベリンジャーによるデモ)
- Broken Record 3:21 (ボニー・マッキーによるデモ)
- Buckle Up 3:53 (ロリーン・エベレットによるデモ、同じアルバムに売り込まれた"Party In My Head"と同じインストを使用している)
- Call Me Daddy 3:07 (クロード・ケリーによるデモ)
- Cat Got Your Tongue 3:48 (ジャッキー・ボーイズによるデモ)
- Catch Me If You Can 3:36 (ボニー・マッキーによるデモ、同じ曲名の未発表曲がBlackoutにも存在するが、全く別の曲[87])
- Come Alive 3:21 (ネオン・ヒッチによるデモ)
- Connected 4:25 (ニコル・モーリアによるデモ)
- Creepin 3:53 (ローズによるデモ)
- Cross The Line 3:06 (ネオン・ヒッチによるデモ)
- Dance Or Die 4:02 (ボニー・マッキーとニコル・モーリアによるデモ、現在2つのバージョンが存在している)
- Didn't Wanna Do it 3:43 (タージ・ジャクソンによるデモ、ユーリャ・ボルコワによってリリースされた)
- Disappear 3:17 (ジャッキー・ボーイズによるデモ)
- DNA 4:12 (ボニー・マッキーによるデモ)
- D.N.A. 3:03 (テンナ・トーレスによるデモ)
- Don't Stop Now 3:30 (ティファニー・フレッドによるデモ)
- D-O-U-L-U-V-M-E 3:35 (ML パールマンによるデモ)
- Drama On The Dancefloor 3:54 (ラックス・ローベルによるデモ)
- Drive Me 3:55 (タージ・ジャクソンによるデモ)
- Drop It Low 3:10 (エスター・ディーンによるデモ、シアラのために書かれた曲で、ブリトニーもこの曲に興味を示したが、録音されることはなかった、最終的にクリス・ブラウンをフィーチャーしたデビューシングルとしてエスターによってリリースされた)
- Earthquake 3:22 (ボニー・マッキーによるデモ、リアーナにも楽曲提供された)
- Electric 3:29 (リラ・スカイによるデモ、リアーナにも楽曲提供され、Blushによってリリースされた)
- Emergency 3:31 (ナイルズ・メイソンによるデモ、インストはデヴィッド・ゲッタとエイコンによる"Crank It Up"に使用された)
- Exhale 3:54 (エル・ヴィーによるデモ)
- Fashion & Vibe 3:18 (ロリーン・エベレットによるデモ)
- Femme Fatale (ボニー・マッキーによるデモ、デモを録音した際に"Femme Fatale"の発音を間違えたためお蔵入りになった[88])
- Free Fall 3:08 (ラックス・ローベルによるデモ)
- Fugitive 3:57 (キュンドラによるデモ)
- FX 3:23 (レッチ・マーティンによるデモ)
- Get Outta My Way 3:32 (アレクサンドラ・ロドリゲスによるデモ、カイリー・ミノーグによってリリースされた)
- Go the Distance 3:41 (歌手不明のデモ、コンプリート・ヒット・シングルズへのデモという説もある)
- Hands Up 3:22 (シャーリン・ギリアムによるデモ)
- Heads Up 3:22 (フランキー・ストームによるデモ、DOUBLEによって"Lips"としてリリースされた)
- Hostage 4:11 (エル・ヴィーによるデモ)
- Hostage 3:12 (タイヨン・マックによるデモ)
- Human Nature 断片 0:21 (ニケシア・ブリスコーによるデモ、以前デモがネット上に存在していたが削除された。現在公開されている音源はファイルを復元したもの[89])
- I Dare You 3:11 (ボニー・マッキーとイナ・ロードセンによるデモ)
- Idolize Me 断片 0:30 (アレクサンドラ・リードによるデモ、ゲンタ・イスマイリによってリリースされた)
- I Found You First 3:24 (リル・エディによるデモ)
- I Look Better Wet 3:05 (リル・エディによるデモ)
- I Need a Change 3:43 (エスター・ディーンによるデモ)
- I Need A Hero 2:50 (アンドレ・メリットによるデモ)
- I-N-S-O-Mniac 3:13 (カルメン・キーによるデモ)
- Jealous 3:58 (ロリーン・エベレットによるデモ)
- Kiss Kiss Bang Bang 3:15 (ボニー・マッキーによるデモ)
- License To Love 2:57 (ボニー・マッキーによるデモ)
- Lie Detector 3:17 (ボニー・マッキーによるデモ)
- Like Gum 3:11 (ラックス・ローベルによるデモ)
- Louder 3:37 (テンナ・トーレスとP-Dubによるデモ。アルバムの制作の初期段階にてP-DubがTwitterにブリトニーとアルバムを制作していることをツイートをしたため却下された[90])
- Lovers 3:46 (エル・ヴィーによるデモ)
- Love is War 3:03 (シェリー・ペイキンによるデモ、前作のアルバム"サーカス"に彼女の書いた曲"Out From Under"が収録されたことから勢いを感じ、ピアノで曲を完成させ、後にブリトニーへのデモが完成したが、ブリトニーによる録音がされることはなかった。その後も彼女はこの曲をビヨンセ、セリーヌ・ディオン、リアーナ、アダム・ランバート、レオナ・ルイスにも送ったが全て拒否され、2020年に彼女によってリリースされた。ピアノバージョン、ブリトニーへのデモバージョン共に彼女の自身のブログにて公開されている[91])
- Lucky Tonite 3:28 (フリーダー・モランダによるデモ、ザ・ソープ・ガールズによってリリースされた)
- Madness 3:43 (ジャッキー・ボーイズによるデモ)
- M I A 2:59 (エル・ヴィーによるデモ、クリスティン・リーによってリリースされた)
- Monsterz Ball 3:02 (カシア・リビングストンによるデモ、リアーナにも楽曲提供された)
- Mr. Spaceman 3:25 (タイヨン・マックによるデモ、シャーク・ホリデーによってリリースされた)
- My First Love 4:33 (アモによるデモ)
- No Barricades 3:20 (ジニー・ブラックモアによるデモ、ファイティング・ウィズ・ワイヤーによって録音され、断片がリークしている)
- Oblivious 3:36 (リッヴィ・フランによるデモ)
- Off Limits 3:36 (エル・ヴィーによるデモ)
- Outlaw 3:32 (ボニー・マッキーによるデモ)
- Only You 3:29 (エヴァン・ボガートによるデモ、羅志祥によって獨一無二としてリリースされた)
- Pain Killa 3:15 (リル・エディによるデモ)
- Prince Charming (プロデューサーのチャド・ビーツがジェード・マッケンジーによるデモを自ら流出させた[92])
- Psycho 3:12 (ボニー・マッキーによるデモ)
- Pulse 3:11 (カシア・リビングストンによるデモ、ブリトニーバージョンとされる断片が存在するが、実際にはバックアップシンガーのマイア・マリーによるものであったことが判明し、ブリトニーによる録音もされていないことが確認された、マンディ・カプリストによってリリースされた)
- RIP 3:34 (ボニー・マッキーによるデモ)
- Risky Business 3:33 (ボニー・マッキーによるデモ)
- Record In Your Memory 3:01 (クリスタル・ソウザによるデモ)
- Red Is The Color 3:22 (ヘザー・ブライトによるデモ、2種類のデモが存在している、ブリトニーによって録音されたという噂があり、ブリトニーバージョンとされる断片が存在するが、実際にはバックアップシンガーのマイア・マリーによるものであったことが判明し、ブリトニーによる録音もされていないことが確認された、BEAUZによってリリースされた)
- Repeat 3:27 (クロード・ケリーによるデモ)
- Rules Of Attraction 3:40 (ボニー・マッキーによるデモ、後にカイリー・ミノーグによって録音された)
- Rush 3:16 (リラ・スカイによるデモ、マーリット・ボレセンによってリリースされた)
- Sayonara 3:03 (ボニー・マッキーによるデモ、ミランダ・コスグローヴによってリリースされた)
- Sorry Adam 3:50 (ELXXRによるデモ)
- Speed Dial 3:23 (レッチ・マーティンによるデモ)
- Stereotypical Lover 3:36 (エリック・ベリンジャーによるデモ、トリアーナ・テリーによってリリースされた)
- Stilettos 3:19 (ヘザー・ブライトによるデモ)
- Strictly Physical 4:16 (デリシャ・トーマスによるデモ、プロデューサーによって確認された[93])
- Summer Love 3:30 (リッヴィ・フランによるデモ)
- Stuck On Loop 3:00 (タイヨン・マックによるデモ)
- Take Over 3:21 (レッチ・マーティンによるデモ)
- Takeover The Night 3:19 (レッチ・マーティンによるデモ)
- Taste My Tongue 3:19 (リル・エディとヘザー・ブライトによるデモ)
- Tear The Club Up 3:39 (ニケシア・ブリスコーによるデモ)
- Terminate ‘Em 3:01 (ボニー・マッキーによるデモ)
- The Way You Make Me Feel 2:52 (ラックス・ローベルによるデモ)
- This Can’t Be Love 3:39 (ショーナ・ジェラルドによるデモ)
- Timebomb 3:12 (リッヴィ・フランによるデモ)
- Tonight [I’m F***ing You] 3:02 (ジャコブ・ラットレルによるデモ、ブリトニーによる録音はされなかったが、レディー・ガガがデヴィッド・ゲッタと共にこの曲の録音を望んでいた[94]、エンリケ・イグレシアスによってリリースされた)
- Too Much Traffic 3:38 (フランシスカ・ホールによるデモ)
- Touch And Go 2:58 (スカイ・フェレイラによるデモ)
- Turn It Up 3:34 (フラナによるデモ)
- Venom 断片0:30 (クリスタル・ニコルによるデモ)
- Vertigo 3:32 (カシア・リビングストンとニコル・モーリアよるデモ)
- Violate Me 3:13 (ローズによるデモ)
- Watch Me 3:45 (クリスタル・ソウザによるデモ)
- Watch Me Go 3:10 (インディゴ・ブラウンによるデモ)
- What I'm About 3:21 (エリック・ベリンジャーによるデモ)
- Bad Girl (ジェニー・カーによるデモ、カーラ・キーチによってリリースされた)
- Break the Circle (カシア・リビングストンによるデモ)
- Brand New Yesterday (ヘザー・ブライトによるデモ)
- Casanova (メアリー・ンダイェによるデモ、ザ・ソープ・ガールズによってリリースされた)
- Fever (ギャラクシー・ガールズによるデモ、スイートボックスによってリリースされた)
- Gun Shy (ネオン・ヒッチによるデモ)
- High (アン・ジューディス・ウィックによるデモ、ヴァネッサ・カマルゴによってリリースされた)
- In My Arms (ギャラクシー・ガールズによるデモ、ザ・ソープ・ガールズによってリリースされた)
- Middle of Nowhere (カルメン・ミシェル・キーによるデモ、セレーナ・ゴメスによってリリースされた)
- On Top (ヘザー・ブライトによるデモ、アリーシャ・ディクソンによってリリースされた)
- Out Of Your League (フランシスカ・ホールによるデモ、ユーリャ・ボルコワによってリリースされた)
- Party In My Head (ジニー・ブラックモアによるデモ、セプテンバーによってリリースされた)
- Pit of Vipers (サイモン・カーティスによるデモ、サイモン・カーティスによってリリースされた)
- Survival (ティルダ・スウィントンによるデモ[95])
- Unexpected (ティナ・ハリスによるデモ、サンディによってリリースされた)
- What Do You Take Me For? (ピクシー・ロットとプシャ・Tによってリリースされた)
- Microphone (カシア・リビングストンによるデモ、グレース・バレリーによってリリースされた)

## ブリトニージーンから
- I Came To Dance (ブリトニーがこの曲をウィル・アイ・アムとトビー・ガッドと一緒にレコーディングしたことが確認された[96]、その後マドンナによって録音され、BLACKPINKに楽曲提供された[97])
- Police 3:44 (2013年に作曲家の一人が自身のInstagramにてぼやけた歌詞の画像を投稿した[98]、後にお蔵入りとなりFacebookにて落胆の意を表した[99])

### リファレンストラック
- 10 Seconds 2:51 (デヴ・ハインズによるデモ)
- Addicted To Me 3:50 (ターカズによるデモ)
- Cologne 4:02 (シーアによるデモ、ケリー・クラークソンにも楽曲提供された)
- Erotic 3:30 (エル・ヴィーによるデモ)
- Feel Me Up 4:05 (ルクスリターによるデモ)
- Hate You 1:44 (チャーリー・エックス・シー・エックスによるデモ)
- Mad Scientist 3:24 (キム・ヴィエラによるデモ)
- No Ordinary Girl 3:26 (マケバ・リディックによるデモ、セレーナ・ゴメスにも楽曲提供された)
- Separation 3:47 (ターカズによるデモ)
- Shake Your Body Down 3:10 (マケバ・リディックによるデモ)
- Runaway 3:16 (ターカズによるデモ)
- The Great Escape 3:52 (タミ・ラトレルによるデモ)
- Untitled 1:38 (2014年2月23日にプロデューサーのダンジャ本人がYouTubeにインストを投稿した[71])
- 名前不明 3:32 (デヴ・ハインズによるデモ)
- Outta Control (マイリー・サイラスによるデモ、ABCニュースで確認された)
- 名前不明 (マイア・マリーによるデモ、ブリトニーのファンサイト"BreatheHeavy"がアルバムのバックコーラスにクレジットされているマイア・マリーと共に"AMA(ask me anything)"を開催した際、彼女がアルバムのために"Business"という単語が含まれるタイトルの曲を録音したと述べた、2023年7月21日にブリトニーとウィル・アイ・アムによってリリースされた"Mind Your Business"という曲である可能性があると言われている[100])

## グローリーから
- Dem Chicks Be Like 3:54 (2022年10月4日にリーク、楽曲の存在は作曲家によって数年前から確認されており[101]、現在2つのバージョンがリークしている)
- DYFO 3:44 (2021年12月8日にリーク、未完成であるため、曲の一部に作者であるニコル・モーリアのボーカルも含まれる。ブリトニーがこの曲を完成させたかどうかは不明[102])
- Exaholic 3:48 (2021年2月2日にリーク)
- Hard To Love 1:56 (チャーリー・エックス・シー・エックスによるデモ)
- Hey Ma 3:45 (2017年12月21日にリーク、歌手をカミラ・カベロとJ Balvinに変更してリリースされた)
- I Can Bang 2:58 (2022年10月18日にリーク、セレーナ・ゴメスによって録音された)
- So Free (Feat. ピットブル & マーク・アンソニー) (2018年に録音、2019年10月19日にリーク)
- Sucker for Pain 3:08 (2022年8月24日にリーク、2015年にスーサイド・スクワッドのサウンドトラック用に録音された、イマジン・ドラゴンズによってリリースされた[103])
- Youtopia 3:24 (2023年10月29日にリーク、2020年にリリースされた"Swimming in the Stars"と同じセッションでプロデュースされた[104])
- Drink To My Freedom (詳細不明)

### リファレンストラック
- Human Nature 3:09 (ゾーイ・テスによるデモ、ゾーイ・テスによってリリースされた)
- Kiss and Make Up 3:06 (デュア・リパによるデモ、BLACKPINKとのデュオとしてリリースされた)
- Knockoff  断片0:16 (サイモン・ウィルコックスによるデモ、ポピーによってリリースされた)
- Pop the Balloons 3:31 (Sarah Hudsonによるデモ、チャーリー・エックス・シー・エックスのサードアルバム用に作られた曲だったが却下されブリトニーへ送られた。後のPretty Girlsとなる。3パターンのデモがある[105])
- Spell 3:30 (デヴ・ハインズによるデモ)
- Supernatural 3:25 (エル・ヴィーによるデモ、2015年に録音され、エル・ヴィー本人のインタビューでGlory用に送ったデモだということが確認された[106])
- Turn The Lights Out 3:00 (エル・ヴィーによるデモ、前述のSupernaturalとともに曲の存在が確認された。Gimme MoreとEarly Morningの歌詞を使用している箇所がある[106]、ソル・ローメローによってリリースされた)
- Vapors 3:34 (エル・ヴィーによるデモ)
- Slay 2:23 (ローラ・ブランによるデモ、倖田來未によって"W FACE"としてリリースされた)
- When I Rule The World 3:08 (セリシア・エフライムソンによるデモ、リズによってリリースされた)
- Breathe Heavy (メラニー・フォンタナによるデモ、RaNiaによってリリースされた)

## その他

### リファレンストラック
- Padam Padam 2:19 (イナ・ロードセンによるデモ、2022年にブリトニーのカムバック曲として提供されたが当時ブリトニーは曲を録音していなかったため却下された、カイリー・ミノーグによってリリースされた)
- Welcome to the Jungle 3:22 (2021年2月4日にプロデューサーのダンジャがInstagramのライブにてジュリア・マイケルズによるデモを公開した)